# 許相卿
許相卿（1479年10月1日—1557年9月2日），字台仲、伯台、伯臺、台仲，初號杞山，更號雲村老人、雲邨、九杞，浙江承宣布政使司杭州府海寧縣（今浙江省海寧縣）人，明朝政治人物。

## 生平
正德二年（1507年）丁卯科浙江乡试中第四十一名举人。正德十二年（1517年）丁丑科会试二百六十七名，廷试二甲一百十二名进士。都察院观政，明世宗即位，十六年八月选任兵科給事中。大礼议中反对明世宗，担任给事中三年，以养病回籍。起复禮科給事中。嘉靖八年（1529年）下詔養病三年以上不赴都者，全部落職閒住，相卿于是不再出仕。

## 家族
曾祖許禎。祖父許紃。父許滋。母俞氏，継母居氏。具庆下。有子許聞造、孙許敦儉。

## 延伸阅读
[在维基数据编辑]
 《明史卷二百〇八》，出自《明史》
 在维基共享资源阅览影像